# ArXiv
arXiv (udtalt archive (da: arkiv)) er en hjemmeside for fortryk af videnskabelige artikler med fokus på fysik.
| Internet | Spire Denne internet-relaterede artikel er en spire som bør udbygges. Du er velkommen til at hjælpe Wikipedia ved at udvide den. |